# Incheon United Football Club
L'Incheon United FC è una società calcistica sudcoreana. Milita in K League 2, seconda divisione calcistica sudcoreana.

## Storia
Il club fu fondato nel 2003 per volontà di Yoo Jeong-bok, sindaco di Incheon.
Nel 2004, la squadra fu iscritta al massimo campionato sudcoreano e per la stagione di debutto la dirigenza allestì un team composto da numerosi calciatori blasonati, tra cui Alpay Özalan e Masakiyo Maezono. Nelle prime due annate, ottenne un quarto e un secondo posto in campionato, miglior piazzamento nella storia del club. A partire dall'anno successivo ed escludendo un exploit in coppa nazionale registrato tra il 2006 e il 2007 con il raggiungimento di una doppia semifinale, tuttavia, ebbe avvio un lungo periodo di declino della squadra, acuito da difficoltà finanziarie. 
Nel 2024, classificatasi all'ultimo posto in campionato, retrocesse in seconda divisione.

## Palmarès

### Altri piazzamenti
- K League 1:

Secondo posto: 2005
- Coppa della Corea del Sud:

Finalista: 2015
Semifinalista: 2006, 2007, 2023

## Organico

### Rosa 2019
Aggiornata al 16 febbraio 2019.
| N. |                                 | Ruolo | Calciatore     |
| -- | ------------------------------- | ----- | -------------- |
| 1  | Corea del Sud (bandiera)        | P     | Jung San       |
| 2  | Corea del Sud (bandiera)        | D     | Noh Sung-min   |
| 3  | Corea del Sud (bandiera)        | D     | Kim Yong-hwan  |
| 4  | Corea del Sud (bandiera)        | C     | Han Seok-jong  |
| 5  | Corea del Sud (bandiera)        | D     | Kang Ji-Yong   |
| 6  | Corea del Sud (bandiera)        | D     | Choi Jong-hoan |
| 7  | Corea del Sud (bandiera)        | A     | Song Si-woo    |
| 8  | Corea del Sud (bandiera)        | C     | Yun Sang-ho    |
| 9  | Montenegro (bandiera)           | A     | Stefan Mugoša  |
| 10 | Iraq (bandiera)                 | C     | Jiloan Hamad   |
| 11 | Corea del Sud (bandiera)        | C     | Park Yong-ji   |
| 13 | Corea del Sud (bandiera)        | C     | Kim Jin-ya     |
| 14 | Corea del Sud (bandiera)        | C     | Yang Joon-a    |
| 15 | Corea del Sud (bandiera)        | D     | Kim Dae-joong  |
| 16 | Corea del Sud (bandiera)        | D     | Lee Yun-pyo    |
| 18 | Corea del Sud (bandiera)        | C     | Park Jong-jin  |
| 20 | Bosnia ed Erzegovina (bandiera) | D     | Gordan Bunoza  |

| N. |                          | Ruolo | Calciatore       |
| -- | ------------------------ | ----- | ---------------- |
| 21 | Corea del Sud (bandiera) | P     | Lee Jin-hyung    |
| 22 | Corea del Sud (bandiera) | C     | Kim Dong-suk     |
| 24 | Corea del Sud (bandiera) | C     | Lee Woo-Hyeok    |
| 25 | Corea del Sud (bandiera) | C     | Kim Seok-ho      |
| 26 | Corea del Sud (bandiera) | D     | Kim Dong-min     |
| 28 | Corea del Sud (bandiera) | A     | Lee Hyo-kyun     |
| 29 | Corea del Sud (bandiera) | C     | Kim Bo-seob      |
| 30 | Corea del Sud (bandiera) | C     | Kim Hyeok-Joong  |
| 31 | Corea del Sud (bandiera) | P     | Lee Tae-hee      |
| 32 | Corea del Sud (bandiera) | D     | Myung Sung-joon  |
| 33 | Corea del Sud (bandiera) | C     | Jung Won-Yeong   |
| 36 | Corea del Sud (bandiera) | C     | Kim Dae-kyung    |
| 39 | Corea del Sud (bandiera) | C     | Lim Eun-Soo      |
| 40 | Corea del Sud (bandiera) | C     | Choi Beom-Kyung  |
| 41 | RD del Congo (bandiera)  | A     | Paul-José M'Poku |
| 44 | Corea del Sud (bandiera) | D     | Kim Jeong-Ho     |

## Rosa 2014
| N. |                          | Ruolo | Calciatore     |
| -- | ------------------------ | ----- | -------------- |
| 1  | Corea del Sud (bandiera) | P     | Kwon Jung-Hyuk |
| 2  | Corea del Sud (bandiera) | D     | Yong Hyun-jin  |
| 3  | Corea del Sud (bandiera) | D     | Lee Sang-Hee   |
| 4  | Corea del Sud (bandiera) | C     | Bae Seung-Jin  |
| 5  | Corea del Sud (bandiera) | D     | Kim Jin-Hwan   |
| 6  | Corea del Sud (bandiera) | C     | Moon Sang-Yoon |
| 7  | Brasile (bandiera)       | C     | Ivo            |
| 8  | Corea del Sud (bandiera) | C     | Koo Bon-Sang   |
| 9  | Corea del Sud (bandiera) | A     | Seol Ki-Hyeon  |
| 10 | Corea del Sud (bandiera) | A     | Lee Chun-soo   |
| 13 | Corea del Sud (bandiera) | D     | Park Tae-Min   |
| 14 | Corea del Sud (bandiera) | C     | Lee Seok-Hyun  |
| 16 | Corea del Sud (bandiera) | D     | Lee Yun-Pyo    |
| 17 | Corea del Sud (bandiera) | D     | Kim Yong-Chan  |
| 18 | Corea del Sud (bandiera) | C     | Jo Su-Hyuk     |
| 19 | Brasile (bandiera)       | C     | Diogo Acosta   |
| 20 | Corea del Sud (bandiera) | D     | An Jae-Jun     |

| N. |                          | Ruolo | Calciatore     |
| -- | ------------------------ | ----- | -------------- |
| 21 | Corea del Sud (bandiera) | C     | Kim Do-Hyuk    |
| 22 | Corea del Sud (bandiera) | A     | Kwon Hyuk-Jin  |
| 23 | Corea del Sud (bandiera) | A     | Nam Joon-Jae   |
| 24 | Corea del Sud (bandiera) | D     | Lim Ha-Ram     |
| 25 | Corea del Sud (bandiera) | D     | Choi Jong-Hwan |
| 26 | Corea del Sud (bandiera) | D     | Kim Yong-hwan  |
| 27 | Corea del Sud (bandiera) | C     | Kim Bong-Jin   |
| 28 | Corea del Sud (bandiera) | A     | Lee Hyo-Kyun   |
| 29 | Corea del Sud (bandiera) | A     | Jin Sung-Wook  |
| 30 | Corea del Sud (bandiera) | C     | Yun Sang-Ho    |
| 31 | Corea del Sud (bandiera) | P     | Yoon Pyung-Guk |
| 32 | Corea del Sud (bandiera) | D     | Jung Hae-Gwon  |
| 33 | Corea del Sud (bandiera) | C     | Cho Soo-Chul   |
| 34 | Corea del Sud (bandiera) | D     | Kim Sung-Eun   |
| 35 | Corea del Sud (bandiera) | P     | Lee Tae-Hee    |
| 36 | Corea del Sud (bandiera) | A     | Kim Tae-Jun    |